# Кашубе, Ильзе
И́льзе Ка́шубе-Ца́йслер (нем. Ilse Kaschube-Zeisler; 24 июня 1953, Альтентрептов) — немецкая гребчиха-байдарочница, выступала за сборную ГДР в первой половине 1970-х годов. Серебряный призёр летних Олимпийских игр в Мюнхене, двукратная чемпионка мира, победительница многих регат национального и международного значения.

## Биография
Ильзе Кашубе родилась 24 июня 1953 года в городе Альтентрептов. Увлёкшись греблей на байдарках и каноэ, проходила подготовку в Нойбранденбурге в местном одноимённом спортивном клубе «Нойбранденбург» под руководством тренера Хельмута Хёрентрупа.
Первого серьёзного успеха на взрослом международном уровне добилась в сезоне 1972 года, когда попала в основной состав восточногерманской национальной сборной и благодаря череде удачных выступлений удостоилась права защищать честь страны на летних Олимпийских играх в Мюнхене. Стартовала здесь вместе с напарницей Петрой Грабовски в зачёте двухместных байдарок на дистанции 500 метров — они благополучно квалифицировались на предварительном этапе и в решающем заезде финишировали вторыми, завоевав тем самым серебряные олимпийские медали — лучшее время на финише показал только советский экипаж Людмилы Пинаевой и Екатерины Курышко. За это выдающееся достижение награждена бронзовым орденом «За заслуги перед Отечеством».
Став серебряной олимпийской призёркой, Кашубе осталась в основном составе гребной команды ГДР и продолжила принимать участие в крупнейших международных регатах. Так, в 1973 году она побывала на чемпионате мира в финском Тампере, где в паре с Грабовски на пятистах метрах обошла всех своих соперниц и получила золото. Год спустя одержала победу на мировом первенстве в Мехико — в составе четырёхместного экипажа, куда кроме неё вошли также Бербель Кёстер, Анке Оде и Карола Цирцов. Вскоре по окончании этих соревнований приняла решение завершить карьеру спортсменки, уступив место в сборной молодым немецким гребчихам.
Впоследствии вышла замуж за байдарочника Клауса Цайслера и взяла его фамилию.